# Eretmapodites penicillatus
Eretmapodites penicillatus är en tvåvingeart som beskrevs av Edwards 1941. Eretmapodites penicillatus ingår i släktet Eretmapodites och familjen stickmyggor. Inga underarter finns listade i Catalogue of Life.